# 国民年金保険
国民年金保険（こくみんねんきんほけん、略称:国民年金、国保）は中華民国（台湾）の社会保険制度の一つ。満25歳から65歳の中華民国国民で各種職業保険への未加入者を国民年金保険へ加入させ、社会的なセーフティーネットを確保することを目的とする。
保障内容は老年保証、障害者保証、遺族補償及び葬儀給付の4大保障により構成され、給付項目は老年年金、老年基本保証年金、原住民給付、障害者年金、障害者基礎年金、遺族年金、葬儀給付の7種類である。
所轄機関は内政部。中華民国政府が国民年金保険の専門部署を設立していないため、現段階では内政部より労働委員会労工保険局が関係行政事務を担当している。国民年金保険は2007年7月20日に成立した『国民年金法』に依拠し、同年8月8日に総統令が発布され、2008年10月1日に正式に運用が開始された。
国民年金保険は保険対象者へは強制加入が義務付けられ、配偶者を除く非加入者への罰則が規定されない柔軟な強制制度であると言える。

## 被保険者
- 対象年齢は満25歳から65歳。
- 中華民国（台湾）に戸籍を有する中華民国国民。
- 満25歳の国民で1ヶ月中1日も軍人保険、公教人員保険、労工保険、農民健康保険等の職業保険に加入していない者。
- 労保年金実施後、労保老年給付を受けているが、労保年資への加入が15年未満の者。
- 労保年金実施以前、すでに労保老年の給付を受けている者。

## 給付方式
以下に国民年金保険の各項目の給付の説明を行う。

### 老年年金
国民年金保険に加入し、受給資格を有する満65歳以上の加入者に対し支給される。支給方式はA式及びB式に分類される。
- A式（17,280×保険年資×0.65%)+3,000NTD
- B式（17,280×保険年資×1.3%）NTD

両方式は選択が可能であるが、下記の場合はB方式しか選択できない。
1. 10年以上の国民年金保険未加入期間がある場合。
2. 満64歳から65歳の期間に保険費用の未納があった場合。
3. 各種公的補助を受けている場合。
4. すでに公教人員保険養老給付ありは軍人保険退役給付金を受け取っている場合。
5. 労保年金実施後、労保老年給付を受領し、労保加入機関が15年以上の者。
6. 国民年金法施行後15年間に老保老年給付を受け取る者。
7. 満65歳のサラリーマンで労保加入機関が15年未満であり、国民年金保険加入期間と合算し満15年となり、あわせて労保老年給付を受ける者。

### 老年基本保証年金
敬老補助がその前身であり、給付金は月額3,000NTD。国民年金保険制度開示時に満65歳以上の加入者に適用される。敬老補助同様に高額所得者へは支給されない。
国民年金保険制度開始後、高額所得者の規制として不動産所得の条件が緩和された。
下記状況では支給されない。
1. 中華民国国外に年間183日以上居住する者。
2. 政府の全額負担により収容される者。
3. 軍人退役恩給、公務、公教人員の一次退職金或いは恩給を受ける者。
4. 社会福利補助を受ける者。
5. 前年の個人所得が年額50万NTDを超える者。
6. 個人所有の不動産資産が500万NTDを超える者。
7. 収監中の者。

### 原住民給付
満55歳以上65歳未満の原住民で、国内に戸籍を有し下記の条項に合致しない加入者に対し月額3,000NTDが支給される。
1. 現職の軍人、公務員、教員及び公営、民営事業従事者。
2. 政務人員、公教人員、公営事業人員の恩給または軍人の退役金を受けた者。
3. 障害者生活補助或いは栄民就養給付を受ける者。
4. 政府の全額負担により収容される者。
5. 前年の個人所得が年額50万NTDを超える者。
6. 個人所有の不動産資産が500万NTDを超える者。
7. 収監中の者。

- 満65歳になると国民年金保険の老年年金に統合される。

### 障害者年金
加入者が国民年金保険加入期間に疾病または障害により重度以上の障害者手帳を発給され、治療によっても現状からの回復が期待できない場合、関係医療機関で労働に耐えられないと判断された場合に支給される。もし労工保、公教保、軍保、農保の障害者年金にも合致する場合は、1つを選択しなければならない。
給付基準
月額納付額*加入期間*1.3%
もし4,000NTDに満たない場合、下記の事項に合致しない場合は4,000NTDが支給される。
1. 非加入期間が10年以上ある場合。
2. 給付資格取得の1年以前に保険金の未納期間がある場合。
3. 関係公的補助を受けている場合。

- 満65歳になると国民年金保険の老年年金に統合される。

### 障害者基礎年金
障害者基礎年金は加入者が初めて国民年金保険に加入する以前に、既に重度以上の障害者手帳が発給され、国内に183日以上居住し、また関係医療機関で労働に耐えられないと判断された場合に支給される。
下記の事項に合致しない場合は4,000NTDが支給される。
1. すでに労保第一、二、三等級、殘障給付，農保保第一、二、三等級、公教保の障害者給付或いは軍人保の一等障害者給付を受けていない者。
2. 政府の全額負担により収容される者。
3. 社会利補助を受けているもの。
4. 前年の個人所得が年額50万NTDを超える者。
5. 個人所有の不動産資産が500万NTDを超える者。
6. 収監中の者。

### 遺族年金
以下の条件のいずれかに合致する加入者は遺族年金として死亡加入者の年金保険と保険原資が遺族に入夫される。
1. 加入者が年金保険の有効期間に死亡し遺族がいる場合。
2. 障害者年金あるいは老年年金受給期間中に死亡し遺族がいる場合。

第1項に該当する場合、給付金額は月額納付金額*1.3%*加入期間。3,000NTDに満たない場合は3,000NTDが支給される。
第2項に該当する場合、給付金額は支給年金の50%3,000NTDに満たない場合は3,000NTDが支給される。

### 葬儀給付
加入者が保険期間中に死亡した場合、86,400NTDが支給される。

### 罰則
配偶者は連帯して保険費用を納付する義務を有し、配偶者の納付に協力しない場合3,000NTDから15,000NTDの罰金が科せられる。配偶者に生活能力がないと認められる場合は処罰されない。

## 保険料補助制度
国民年金保険は基礎金額が17,280NTDとされ、6.5%の係数をかけた1,123NTDが月額負担金額となる。
通常は政府が保険料の40％を補助し自己負担割合は60％、月額納付金額は674NTDである。
障害者あるいは生活困窮者には状況により追加補助が行われる。

### 身体障害者
- 重度以上:政府による保険料の全額負担。
- 中度    :月額負担金額は337NTD。
- 経度    :月額負担金額は505NTD。

### 低所得者
政府による保険料の全額負担。

### 低所得の資格認定
低所得者の認定は『社会救助法』に依拠し、世帯所得を世帯構成員人数で割った後に審査が行われる。

#### 世帯構成員の定義
- 配偶者
- 一親等の直系血親
- 同一戸籍の直系親族及び兄弟姉妹
- 扶養家族認定者

ただし下記状況の場合は、世帯構成員と見なされない。
- 台湾地区以外で就業する外国人及び大陸地区配偶者。
- 共同生活を行わない扶養能力のない既に結婚した直系親族。
- 兵役あるいは代替役に従事する者。
- 公的奨学金を受領する者。
- 服役中の者。
- 失踪し、警察機関に届け出たが6ヶ月以上の後も行方不明の者。

#### 審査基準
- 収入が当年度の最低生活費の1.5倍を下回り、また台湾地区の平均個人消費額を超えていない場合、政府が保険料の70%を負担し、個人負担は30%（月額337NTD）。
- 収入が最低生活費の1.5倍以上2倍未満の場合、政府が55％を負担し、個人負担は45％（月額505NTD）。

申請方式:加入者が戸籍のある地方政府に申請し審査、認定が行われる。

### 註解
1. ↑  收入老人生活補助、中低收入老人生活補助、障害者生活補助、老年農民福利補助、栄民就養給付
2. ↑  国民年金制度開始後、公共施設のために土地を保留する場合及び唯一の実際に居住する不動産に関しては評価額より控除される。
3. ↑  満25歳から65歳